# استيقظ!
مجلة استيقظ! هي مجلة دورية شهرية مجانية، من إصدار شهود يهوه. تعبر المجلة عن وجهة نظر شهيود يهوه في القضايا الدينية ويتم توزيعها عن طريق أعضاء هذه الطائفة من منزل لمنزل ولهذا السبب فهي تعتبر من أكثر الدوريات انتشارا في العالم.

## مصدر
1. 1 2 3  مذكور في: بوابة الرقم الدولي الموحد للدوريات. الرَّقم التَّسلسليُّ المِعياريُّ الدَّوليُّ (ISSN): 0005-237X. الناشر: ISSN International Centre. لغة العمل أو لغة الاسم: الإنجليزية.
2. ↑  Awake! January 2012 issue, page 2 [وصلة مكسورة] نسخة محفوظة 25 أكتوبر 2012 على موقع واي باك مشين.
3. ↑  Newspaper Today. 20 February 2012. Top 5 World’s Best Magazines. Retrieved 30 May 2012. نسخة محفوظة 06 ديسمبر 2015 على موقع واي باك مشين.